# Mironia stenotheca
Mironia stenotheca är en bladmossart som beskrevs av Richard Henry Zander 1993. Mironia stenotheca ingår i släktet Mironia och familjen Pottiaceae. Inga underarter finns listade i Catalogue of Life.